# Беценштајн
Беценштајн (њем. Betzenstein) град је у њемачкој савезној држави Баварска. Једно је од 33 општинска средишта округа Бајројт. Према процјени из 2010. у граду је живјело 2.533 становника. Посједује регионалну шифру (AGS) 9472118.

## Географски и демографски подаци
Беценштајн се налази у савезној држави Баварска у округу Бајројт. Град се налази на надморској висини од 511 метара. Површина општине износи 51,8 km².

## Становништво
У самом граду је, према процјени из 2010. године, живјело 2.533 становника. Просјечна густина становништва износи 49 становника/km².